# جستس فون دوهنانيا
جستس فون دوهنانيا (بالألمانية: Justus von Dohnányi )‏ (و. 1960  م) هو ممثل، ومخرج أفلام، وكاتب سيناريو، وممثل أفلام ألماني، ولد في لوبيك.

## التعليم
تعلم في جامعة هامبورغ للموسيقى والمسرح ‏.

## جوائز
حصل على جوائز منها:
- Hessian TV Award  [لغات أخرى]‏ (2010)
- جائزة الفيلم الألماني [الإنجليزية]‏ (2000).

## وصلات خارجية
- جستس فون دوهنانيا على موقع IMDb (الإنجليزية)
- جستس فون دوهنانيا على موقع روتن توميتوز (الإنجليزية)
- جستس فون دوهنانيا على موقع مونزينجر (الألمانية)
- جستس فون دوهنانيا على موقع قاعدة بيانات الأفلام العربية
- جستس فون دوهنانيا على موقع ألو سيني (الفرنسية)
- جستس فون دوهنانيا على موقع تيرنر كلاسيك موفيز (الإنجليزية)
- جستس فون دوهنانيا على موقع أول موفي (الإنجليزية)
- جستس فون دوهنانيا على موقع قاعدة بيانات الأفلام السويدية (السويدية)
- جستس فون دوهنانيا على موقع ديسكوغز (الإنجليزية)
- جستس فون دوهنانيا على موقع قاعدة بيانات الفيلم (الإنجليزية)